# Cosmic Eidex
Cosmic Eidex ist eine von Urs Hostettler entworfene Variante des Kartenspiels Jass. Während die Vorlage zumeist mit vier Spielern gespielt wird, ist die im Jahr 1998 erschienene Modifikation für drei Spieler ausgelegt. Das Spiel besteht aus 36 Karten mit je neun zu vier Farben.
Der herausgebende Spieleverlag Fata Morgana organisiert seit 1998 jährlich Cosmic-Eidex-Turniere.

## Spielverlauf

### Grundspiel
Am Anfang werden die Karten von einem Mitspieler gemischt und von seinem linken Mitspieler abgehoben. Der Mischer hebt den Stapel in die Höhe und zeigt allen die unterste Karte. Die Farbe dieser Karte ist für die nächste Runde Trumpf. Jeder Spieler wählt nun von seiner Hand eine Karte und legt sie verdeckt vor sich hin. Der Punktwert dieser Karte zählt am Schluss für den Spieler.
Jetzt folgen elf Stiche nach den üblichen Jass-Regeln.
Ausgezählt wird so:
1. Wer alle elf Runden sticht, erhält 2 Gewinnpunkte.
2. Wer mehr als 99 Punkte erreicht, kriegt keinen Gewinnpunkt. Die anderen Mitspieler erhalten dagegen je einen.
3. Wenn alle Spieler unter 100 Punkten bleiben, kriegt derjenige mit den meisten und derjenige mit den wenigsten Punkten je einen Gewinnpunkt.
4. Wenn zwei Spieler gleich viele Punkte machen, erhält der dritte Spieler zwei Gewinnpunkte.

Wer als erster Spieler sieben Gewinnpunkte erreicht, hat das Spiel gewonnen. Erreichen zwei Spieler gleichzeitig sieben Gewinnpunkte, so gewinnt keiner von beiden und das Spiel geht weiter, allerdings wird der Punktestand korrigiert: der Spieler, der bei der letzten Runde die meisten Punkte gemacht hat bleibt bei sechs Gewinnpunkten stehen. Der andere Spieler bekommt einen Gewinnpunktestand von fünf Punkten.
Ein Sonderrunde wird gespielt, wenn alle Spieler genau sechs Gewinnpunkte haben. Dann gewinnt derjenige, der in dieser Runde einen Match spielt (alle elf Stiche) oder wenn kein Match gespielt wird, derjenige der sonst leer ausgehen würde. (D.h. mehr als 99 Punkte gemacht hat oder punktemäßig in der Mitte steht.)

### Fortgeschrittenenspiel
Beim Fortgeschrittenenspiel kommen die Charaktere auf den Karten zum Tragen. Vor Spielbeginn wird stattdessen von jedem Mitspieler aus dem gemischten Stapel eine Karte gezogen. Der Charakter dieser Karte gibt dem Spieler für alle Runden bis zum Ende des Spieles eine Sonderfähigkeit. Dieser Charakter wird notiert und die Karten werden wieder neu gemischt. Die sonstigen Stich- und Zählregeln in den Runden sind dieselben wie im Grundspiel.
Sonderfähigkeiten sind beispielsweise diese: derjenige, der den Trumphator (Sternen-As) gezogen hat, darf vor jedem Spiel die zweitunterste Karte vom Stapel als Trumpffarbe bestimmen, wenn er mit der untersten Karte als Trumpfgeber nicht zufrieden ist. Oder der Kompass (Eidex sechs) bestimmt vor der Runde ob im oder gegen den Uhrzeigersinn gespielt wird und darf diese in der Runde zweimal ändern. Für alle 36 Karten gibt es einen bestimmten Charakter.

## Karten
Grundsätzlich kann das Spiel mit einem französischen Blatt gespielt werden. Im Fachhandel sind aber von den Verlagen Fata Morgana und von Abacus-Spiele für das Spiel eigens gestaltete Karten erhältlich. Drei Farben wurden dabei ausgetauscht: Eidex, Raben und Stern anstatt Kreuz, Pik und Karo.
Jede einzelne Karte trägt zusätzlich einen Begriff, der die Spezialfähigkeit dieser Karte ausdrückt.
| Kartenwert | (Eidex)      | (Rabe)         | (Stern)        | (Herz)            |
| ---------- | ------------ | -------------- | -------------- | ----------------- |
| Ass        | Dealer       | Jiu Jitsu      | Trumphator     | Ultimo            |
| König      | Computer     | Räuber         | Quiz-Master    | Voyeur            |
| Dame       | Feministin   | Schüchterne    | Gerechtigkeit  | Teekränzchen      |
| Bube       | Skater       | Schwarzpeter   | Scharfmacher   | Farbenfreund      |
| 10         | Differenzler | Fahnder        | Weisheit       | Fürsorge          |
| 9          | Laser        | Radarkontrolle | Seher          | Konsumentenschutz |
| 8          | Umwerter     | Zombie         | Taschenspieler | Je m'excuse       |
| 7          | Korrektor    | Fledderer      | Jackpot        | Guggitaler        |
| 6          | Kompass      | Black Friday   | Sphinx         | Wünschelrute      |